# Blasco III d'Alagón
Blasco III d'Alagón (? - 1385) va ser un noble valencià d'origen aragonès, alferes major, camarlenc i Capità General del Regne d'Aragó, 6è Senyor de Sástago. És el fill d'Artal V d'Alagón i de Toda Pérez d'Urrea. Va lluitar en l'exèrcit reialista en la batalla d'Èpila (21 de juliol del 1348), durant la Guerra de la Unió.
Es casà en primeres núpcies amb Marquesa Ferrandis d'Híxar, filla de Pero Ferrandis d'Híxar i de Sibil·la d'Anglesola. El matrimoni no tingué fills.
Es casà en segones núpcies amb Sibil·la de Cervià i d'Anglesola. Aquest matrimoni tingué els següents fills:Artal VI d'Alagón, casat amb Marquesa de Luna i de Xèrica i Francesc d'Alagón.